# سوران (گلشن)
سوران، روستایی در دهستان کله گان بخش کله گان شهرستان گلشن در استان سیستان و بلوچستان ایران است.

## جمعیت
بر پایه سرشماری عمومی نفوس و مسکن در سال ۱۳۹۵، جمعیت این روستا برابر با ۱۳۸ نفر (۴۹ خانوار) بوده‌است.